# Dictyna sancta
Dictyna sancta är en spindelart som beskrevs av Willis J. Gertsch 1946. Dictyna sancta ingår i släktet Dictyna och familjen kardarspindlar. Inga underarter finns listade i Catalogue of Life.